# Banco de Desarrollo Productivo
Banco de Desarrollo Productivo S.A.M. (abreviado como BDP ) es una institución financiera boliviana con sede central en La Paz. Es una filial internacional perteneciente al Estado Plurinacional de Bolivia, y también pertenece a la Corporación Andina de Fomento.

## Historia
Nacional Financiera Boliviana S.A.M. se constituye por Ley N° 1670 del 31 de octubre de 1995 (Ley del Banco Central de Bolivia) en cumplimiento a un contrato entre el Ministerio de Hacienda y la Corporación Andina de Fomento.
Al amparo del Decreto Supremo N° 28999 del 1 de enero de 2007, NAFIBO S.A.M. se renombra Banco de Desarrollo Productivo S.A.M., constituyéndose de esta manera en el brazo financiero del Gobierno Central en el marco del Plan Nacional de Desarrollo (PND) que instituye como prioridad del desarrollo productivo nacional, la promoción y financiamiento con características de solidaridad y fomento, estableciendo condiciones de financiamiento convenientes y acordes al ciclo de producción de los sectores y regiones productivas. En este contexto, la intención sería abarcar aquellos sectores que anteriormente habían sido excluidos de las fuentes de financiamiento tradicionales.
Está constituido como sociedad anónima de economía mixta, dentro del marco legal establecido por el Código de Comercio, sujetándose a las disposiciones que regulan las actividades de las sociedades anónimas mixtas y bajo la supervisión y control de la Autoridad de Supervisión del Sistema Financiero de Bolivia. De acuerdo con sus estatutos, la Junta de Accionistas es el máximo organismo y representante de la voluntad social, a la vez que el Directorio es la principal autoridad administrativa.
En la actualidad, el banco se halla bajo la tuición del Ministerio de Planificación de Desarrollo y en cumplimiento a la Ley Nro. 2064, el Ministerio de Economía y Finanzas Públicas en representación del Estado Plurinacional de Bolivia, participa en las juntas generales de accionistas de la entidad, el Gobierno Nacional en el marco del Plan Nacional de Desarrollo.